# Hepatische Lipidose der Katze

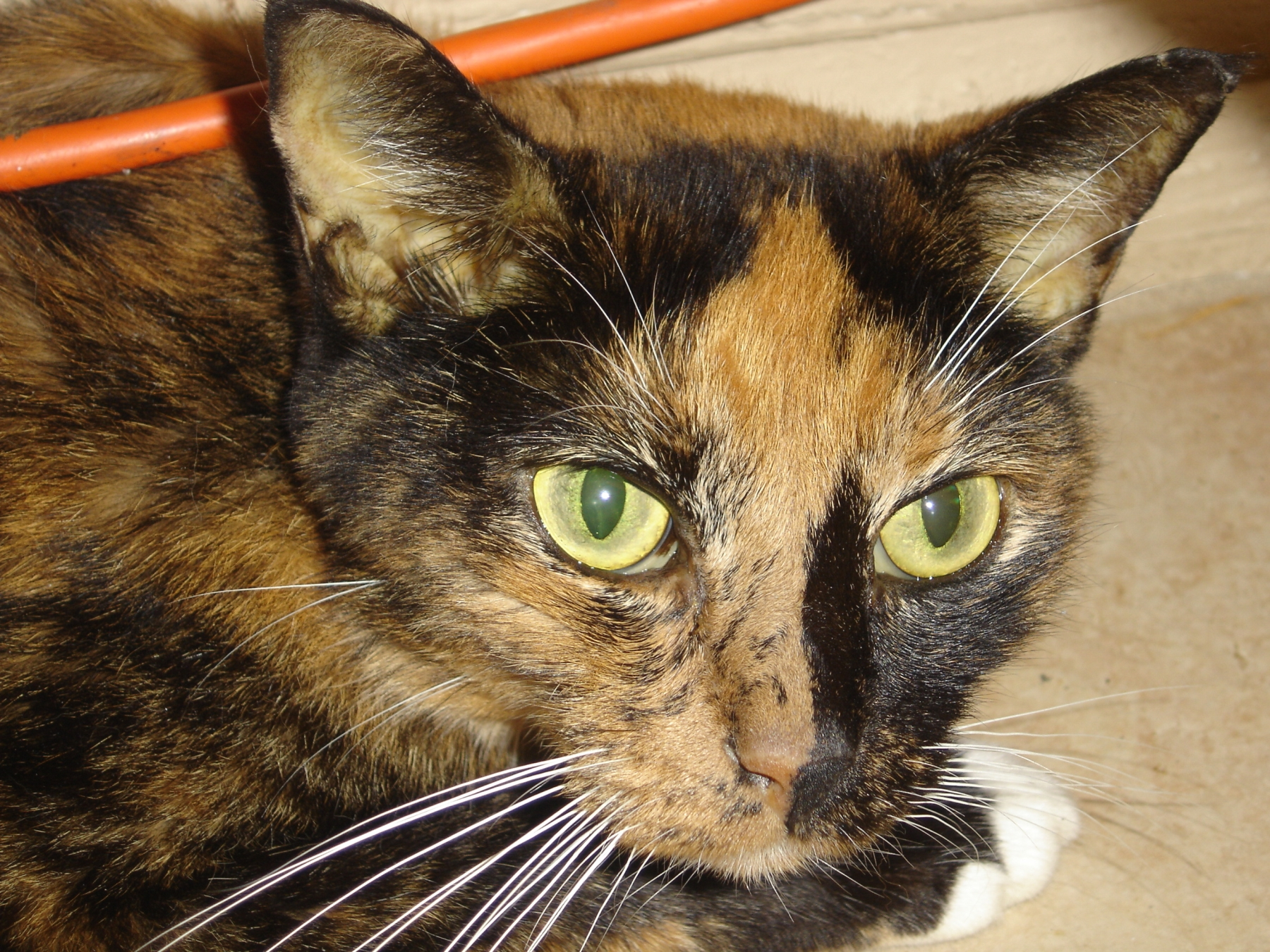
Katze mit hepatischer Lipidose: Gelbfärbung der Ohrmuscheln

Die Hepatische Lipidose ist eine bei Hauskatzen auftretende Form der akuten Leberverfettung. 

## Vorkommen
Die Hepatische Lipidose tritt vor allem bei übergewichtigen Katzen auf, aber auch bei trächtigen und säugenden Katzen sowie bei in der Wachstumsphase befindlichen Jungtieren nach einer Phase mit erhöhter Mobilisierung der Fettreserven (Hunger, Fressunlust, Stress) als Folge der Umstellung des Stoffwechsels, in welcher die Leber mit ihren Enzymen eine wichtige Rolle spielt. Dabei erkranken weibliche Tiere doppelt so oft wie männliche. Auch Diabetes mellitus, toxischen Medikamenten und einem Mangel an Arginin und damit an Ornithin wird eine Bedeutung bei der Krankheitsentstehung zugesprochen.

## Klinische Erscheinungen
Betroffene Tiere sind abgeschlagen, fressen nicht mehr und zeigen Austrocknung und Gelbsucht. In Folge des andauernden Gewichtsverlustes kommt es zum Abbau von Muskelmasse und zu einer Anorexie. Im weiteren Verlauf kommt es zu zentralnervösen Erscheinungen wie Starre, Koma und Drängen mit dem Kopf gegen die Wand. Darüber hinaus treten phasenweise (intermittierend) Erbrechen und Durchfall auf. Auch Gerinnungsstörungen (hämorrhagische Diathese mit Teerstuhl).

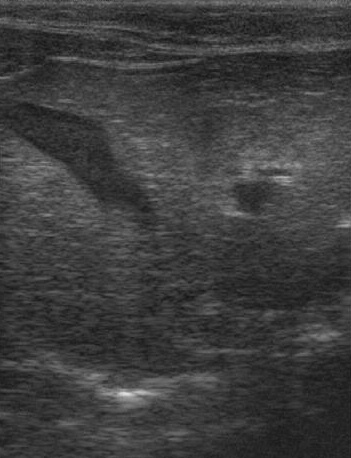
Ultraschallaufnahme einer hochgradigen Leberverfettung bei einer Perserkatze. Beachte die erhöhte Echogenität, welche vergleichbar mit der des umgebenden Fettgewebes ist.

## Untersuchungsmethoden
Im Blutbild zeigt sich eine leichte, nichtregenerative Anämie. Im Blut kommt es zu einer Erhöhung der Aktivitäten der Leberenzyme ALT und GLDH. Zum Teil ist auch der Gehalt an Bilirubin, Albumin, Gallensäuren und Ammoniak erhöht. Die Gelbsucht (Ikterus) ist auch mittels einer  Harnuntersuchung nachweisbar.
Bei der Sonographie zeigt sich in der Leber eine diffuse echoreiche Verdichtung.
Eine exakte Diagnose kann nur durch Feinnadelpunktion der Leber mit anschließender histopathologischer Untersuchung gestellt werden. Das Problem ist das hohe Narkoserisiko bei bereits erkrankten Katzen und die hohe Blutungsneigung.

## Behandlung
Das Hauptproblem in der Krankheitsentstehung, die mangelnde Nahrungsaufnahme, muss gegebenenfalls durch Zwangsernährung beseitigt werden. Dabei sollten täglich etwa 80 kcal/kg Körpermasse und 50–60 ml Wasser/kg Körpermasse appliziert werden. Eine Appetitsteigerung mit Diazepam kann versucht werden. Wegen der Gerinnungsstörungen wird zumeist Vitamin K verabreicht. Eine Supplementierung mit Taurin und den Aminosäuren Arginin und Methionin zur Unterstützung der Apolipoproteinsynthese und des Harnstoffzyklus hat sich ebenfalls bewährt.
Die Heilungsaussicht ist stark abhängig vom Grad der Intensivbehandlung. Selbst bei konsequenter Therapie liegt die Heilungsaussicht nur bei 60 %.